# Voltumna

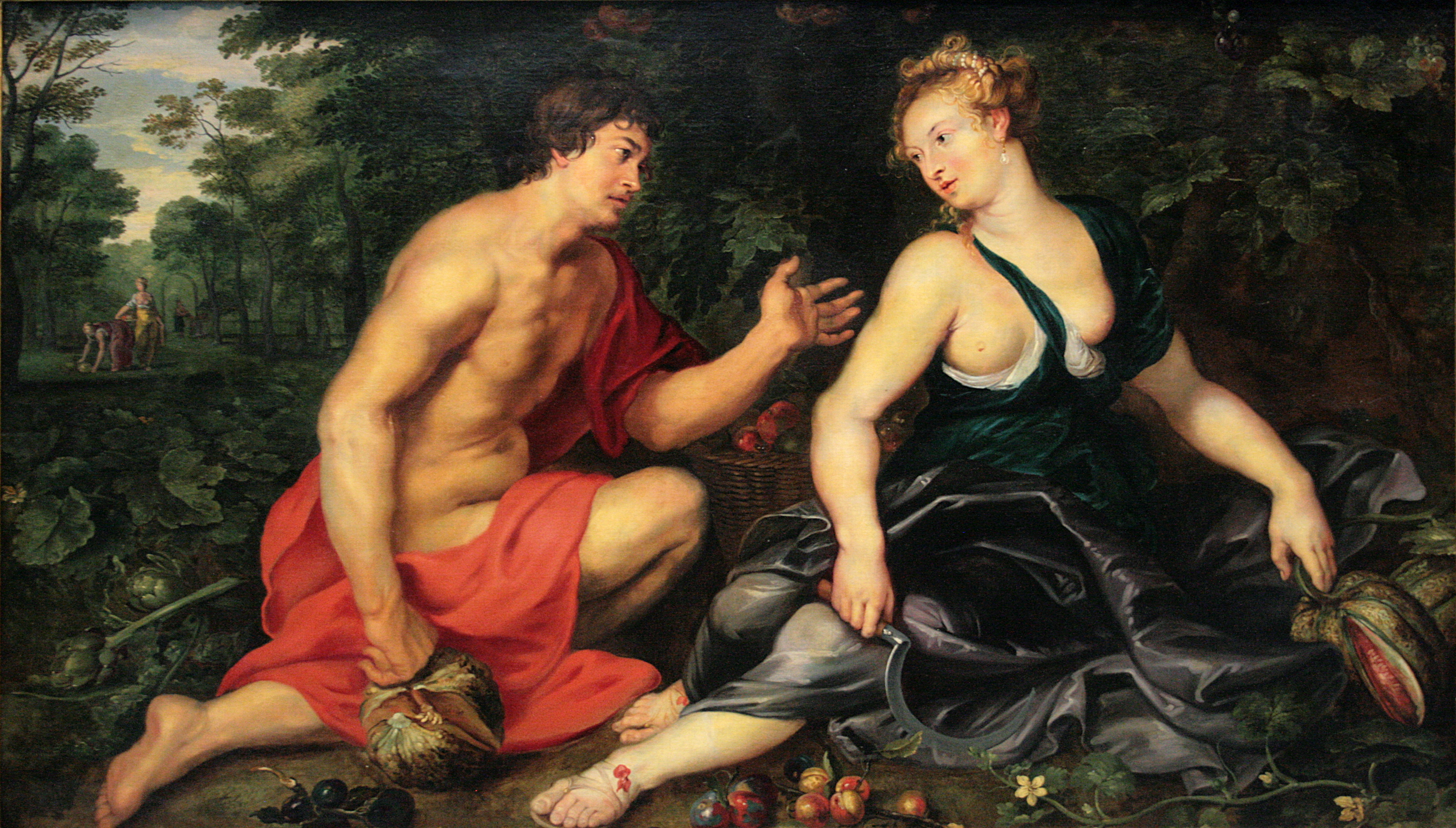
Vertumne et Pomone par Pierre Paul Rubens, 1617-1619, collection privée à Madrid

Voltumna  ou Veltha, dans la mythologie étrusque est une divinité chtonienne de la terre et le dieu suprême du Panthéon étrusque.

## Représentation
Son iconographie montre un homme imberbe et tenant des fruits. 
Le principal temple étrusque dédié à Voltumna se trouvait à Velzna, aujourd'hui Orvieto. En ce lieu se réunissaient les ambassadeurs des villes de la dodécapole étrusque lors de prises de décisions politiques importantes, et selon Tite-Live se renouvelait chaque année dans un bois sacré près du sanctuaire, le serment d'alliance entre les douze grandes cités étrusques.
La nature précise des rites, épreuves ou coutumes artistiques, religieuses ou sportives sont de nos jours encore inconnus.
À Rome, dans le Forum Romain près du temple de Castor et Pollux, se trouvait un temple dédié à Voltumna. 
Dans la  mythologie romaine, il était l'équivalent de Vertumne.